# Inquisizione portoghese

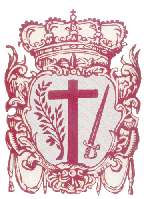
Sigillo dell'Inquisizione portoghese

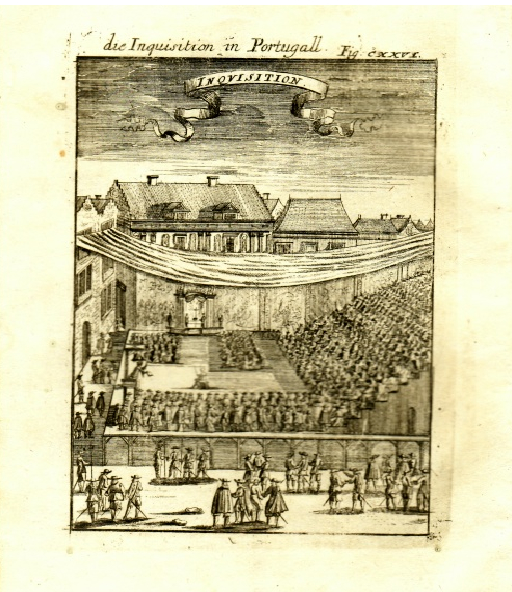
Miniatura tedesca del 1685 intitolata "L'Inquisizione portoghese"

L'Inquisizione portoghese è stata un istituto religioso analogo all'Inquisizione spagnola.
Fondata nel 1536, si diffuse alle colonie dell'impero portoghese e fu abolita ufficialmente nel 1821.

## Fondazione
Nel 1531 Papa Clemente VII autorizzava l'istituzione dell'Inquisizione portoghese, acconsentendo alle richieste di Giovanni III del Portogallo. Il re, che negli anni precedenti aveva mantenuto un atteggiamento di relativa tolleranza nei confronti dei cristãos-novos, mutò atteggiamento in seguito agli eventi del terremoto di Lisbona del 1531 e all'influenza a corte di Alfonso Manrique de Lara. La fazione contraria all'istituzione dell'Inquisizione, alla quale faceva parte Miguel da Silva, si oppose inizialmente con successo ai propositi del re, facendo valere motivazioni di natura economica. L'istituzione dell'Inquisizione venne sospesa nel 1532. Solamente nel 1536, con la bolla Cum ad nihil magis, Papa Paolo III dispose infine l'organizzazione dell'Inquisizione nel regno. Nel 1537 i primi processi inquisitoriali ebbero luogo ad Évora e il 26 settembre 1540 aveva luogo a Lisbona il primo autodafé.

## Struttura
Così come in Spagna, l'Inquisizione fu posta sotto l'autorità del re.
Al suo vertice c'era un Grande Inquisitore, o Inquisitore Generale, nominato dal papa ma scelto dal re sempre all'interno della famiglia reale.
Il Grande Inquisitore, a sua volta, nominava gli altri giudici inquisitoriali.
Il primo Grande Inquisitore portoghese fu il Cardinale Enrico, fratello del re, che più tardi sarebbe divenuto re egli stesso.
Tribunali dell'Inquisizione furono istituiti a Lisbona, Coimbra ed Évora.
Il primo autodafé si tenne a Lisbona il 20 settembre del 1540.
Come per l'omologa Inquisizione spagnola, l'obiettivo principale di questa inquisizione, almeno inizialmente, furono quei convertiti (soprattutto ebrei, i conversos, appunto) che praticavano un Cristianesimo puramente formale mantenendo in segreto le proprie usanze religiose.

## L'Inquisizione portoghese nelle colonie
Col tempo l'Inquisizione passò alle colonie portoghesi sparse per il mondo (Brasile, Capo Verde e Goa, in India).
Anche nelle colonie, l'ambito primario di attività erano i nuovi convertiti, infatti, a rigore, i tribunali dell'Inquisizione potevano giudicare solo i battezzati.
Per i non battezzati si poteva al massimo procedere con la denuncia presso le autorità civili, ma in quel caso la competenza era della magistratura ordinaria.
Esattamente come accadde nel caso della Spagna, proprio il fatto che l'ambito di competenza della magistratura civile fosse limitato territorialmente, mentre quello della magistratura inquisitoriale si estendeva a tutti i battezzati ovunque si trovassero (quindi a tutto l'impero) fece sì che i sovrani si servissero degli inquisitori al di là degli scopi puramente religiosi.
Così i compiti dell'Inquisizione furono estesi, già da João III, alla censura sui libri, alla stregoneria e alla bigamia che invece, a rigore, era di competenza dei tribunali civili.
In questo modo l'Inquisizione diventava uno strumento per intervenire non solo nell'ambito della fede religiosa, ma anche della cultura, dei costumi, della società in generale.
A Goa l'Inquisizione fu stabilita nel 1560 da Aleixo Dias Falcão e Francisco Marques.
Il compito primario di questa Inquisizione asiatica era sorvegliare chi si era convertito al Cristianesimo dall'induismo.

## La riesumazione
Alla morte di João IV nel 1656, gli inquisitori disseppellirono il defunto re, lo posero nudo in terra e lo scomunicarono. Dopodiché gli diedero l'assoluzione e rimisero il cadavere al suo posto.
Le ragioni di un tale atteggiamento possono sfuggire a noi moderni, ma bisogna ricordare che nell'Inquisizione spagnola, ad es., non mancarono casi simili in cui si processassero i morti, e se ne bruciassero le ossa o le effigi.

## Abolizione
L'Inquisizione portoghese fu ufficialmente abolita nel 1821 con un provvedimento delle Corti Generali.

## Un dato statistico
Recentemente, gli Atti del simposio internazionale di studi sull'Inquisizione tenutosi a Roma nel 2000, hanno reso noto che tra il 1540 e il 1629 su 13.255 processi celebrati dagli inquisitori portoghesi, le condanne a morte costituirono il 5,7%, percentuale calata progressivamente negli anni immediatamente successivi.